# Allobates talamancae
Allobates talamancae es una especie de anfibio anuro de la familia Aromobatidae.

## Distribución geográfica
Esta especie se encuentra en Costa Rica, Nicaragua, Panamá, Colombia a lo largo del Pacífico y la provincia de Esmeraldas en Ecuador. Habita desde el nivel del mar hasta 800 m de altitud.

## Descripción
Los machos miden hasta 24 mm y las hembras hasta 25 mm.

## Publicación original
- Cope, 1876 "1875" : On the Batrachia and Reptilia of Costa Rica : With notes on the herpetology and ichthyology of Nicaragua and Peru. Journal of the Academy of Natural Sciences of Philadelphia, ser. 2, vol. 8, p. 93–154[5]